# Astei, Bereg
Astei (în ucraineană Астей, maghiară Asztély) este un sat în comuna Mociola din raionul Bereg, regiunea Transcarpatia, Ucraina.

## Demografie
Componența lingvistică a localității Astei
     Maghiară (87,3%)
     Ucraineană (11,67%)
     Alte limbi (0,89%)
Conform recensământului din 2001, majoritatea populației localității Astei era vorbitoare de maghiară (87,3%), existând în minoritate și vorbitori de ucraineană (11,67%).